# Neophyllaphis rappardi
Neophyllaphis rappardi är en insektsart. Neophyllaphis rappardi ingår i släktet Neophyllaphis och familjen långrörsbladlöss. Inga underarter finns listade i Catalogue of Life.